# Titularbistum Hortanum
Hortanum ist ein römisch-katholisches Titularbistum.
Hierbei handelt es sich um die in Italien gelegene Stadt Orte, deren Bistum im 7. Jahrhundert begründet und das am 5. Oktober 1437 mit dem Bistum Civita Castellana In persona episcopi vereinigt wurde. Am 11. Februar 1986 wurde das Bistum endgültig aufgelöst. Horta wurde 1991 in die Liste der Titularbistümer aufgenommen.
| Titularbischöfe von Isinda |                                 |                                                           |              |                 |
| Nr.                        | Name                            | Amt                                                       | von          | bis             |
| 1                          | José de Jesús Madera Uribe MSpS | Weihbischof des US-amerikanischen Militärordinariat (USA) | 28. Mai 1991 | 21. Januar 2017 |
| 2                          | Andrzej Przybylski              | Weihbischof in Częstochowa. (Polen)                       | 20. Mai 2017 |                 |